# Eremitu (Mureș)
Eremitu é uma comuna romena localizada no distrito de Mureș, na região histórica da Transilvânia. A comuna possui uma área de 83.11 km² e sua população era de 3984 habitantes segundo o censo de 2007.